# Моркем
Моркем (англ. Morecambe [mɔrkəm]) — місто і громада в Північно-Західній Англії, графство Ланкашир. Разом із прилеглим селом Хішем місто утворює поселення з приблизно 51 тисячею чоловік. У 1889 села Бейр, Пултон ле-Сандс і Торрісхолм об'єдналися в одне місто під назвою Моркемб, названому так на честь однойменної затоки.

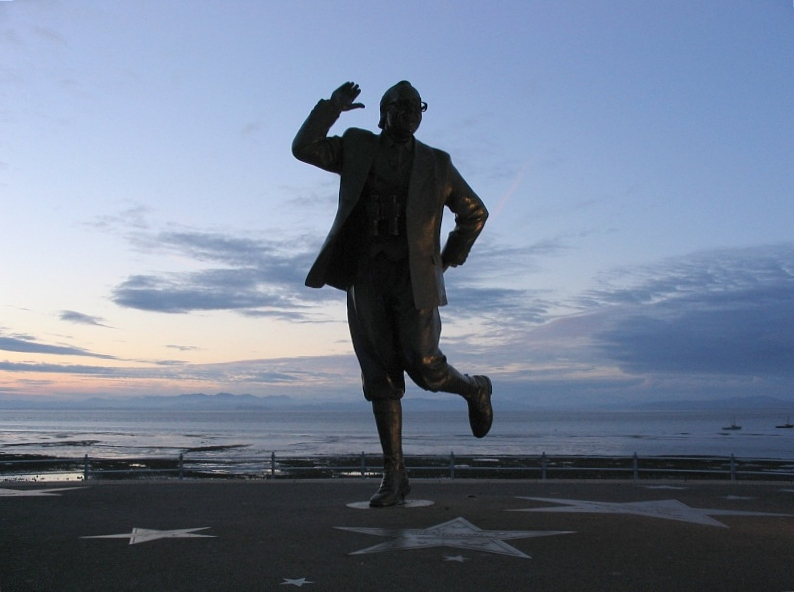
Статуя Еріка Моркама

Однією з головних визначних пам'яток Моркема є статуя Еріка Моркема, відомого актора.
У 1967 була відкрита головна бібліотека міста Моркем. Ця бібліотека нарівні з церквою є одним з небагатьох будівель в місті, що не відносяться до туризму і відпочинку на морі.

## Відомі особистості
В поселенні народився:
- Оуен Сміт (* 1970) — британський політик.